# Kanton Carpentras-Sud
Der Kanton Carpentras-Sud war bis 2015 ein französischer Wahlkreis im Département Vaucluse in der Region Provence-Alpes-Côte d’Azur. Er umfasste einen Teilbereich der Stadt Carpentras und vier weitere Gemeinden. 2015 wurde er im Rahmen einer landesweiten Neugliederung der Kantone aufgelöst.

## Gemeinden
Der Kanton bestand aus einem Teil der Stadt Carpentras (angegeben ist hier die Gesamteinwohnerzahl, im Kanton leben etwa 14.300 Einwohner der Stadt) und weiteren vier Gemeinden:
| Gemeinde                 | Einwohner Jahr | Fläche km² | Bevölkerungsdichte | Code INSEE | Postleitzahl |
| ------------------------ | -------------- | ---------- | ------------------ | ---------- | ------------ |
| Althen-des-Paluds        | 2.683 (2013)   | 6,40       | 419 Einw./km²      | 84001      | 84210        |
| Carpentras               | 28.422 (2013)  | –          | – Einw./km²        | 84031      | 84200        |
| Entraigues-sur-la-Sorgue | 8.134 (2013)   | 16,57      | 491 Einw./km²      | 84043      | 84320        |
| Mazan                    | 5.816 (2013)   | 37,92      | 153 Einw./km²      | 84072      | 84380        |
| Monteux                  | 12.015 (2013)  | 39,02      | 308 Einw./km²      | 84080      | 84170        |